# Muna zostera
Muna zostera är en fjärilsart som beskrevs av Clarke 1978. Muna zostera ingår som enda art i släktet Muna och familjen plattmalar. Inga underarter finns listade i Catalogue of Life.